# Ucayali (fiume)
Il Rio Ucayali (in spagnolo Río Ucayali), che nasce circa 140 kilometri a nord del Lago Titicaca, è il braccio principale del Rio delle Amazzoni. Quando si unisce al Río Marañon, non lontano dalla città di Iquitos, inizia ad essere denominato ufficialmente Rio delle Amazzoni.
Il fiume, assieme al Río Apurímac, Rio Ene, e al Río Tambo, è oggi considerato il ramo principale del Rio delle Amazzoni, totalizzando una lunghezza di 2,669.9 km dalla sorgente dell'Apurímac presso il Nevado Mismi alla sua confluenza col Río Marañón:
- Río Apurímac: 730.7 km
- Río Ene: 180.6 km
- Río Tambo: 158.5 km
- Río Ucayali (dalla confluenza col Río Tambo alla confluenza col Río Marañon): 1,600.1 km

L'Ucayali fu inizialmente chiamato San Miguel de los Cunibos, poi Ucayali, Ucallale, Gran Paro, Apu-Paro, Cocama e infine Rio de Cuzco.
Il fiume dà il suo nome alla regione Ucayali del Perù.

## Esplorazioni
Storicamente il governo peruviano organizzò molte spedizioni per esplorarlo. Una di esse, nel 1867, dichiarò di essere arrivata a 400 chilometri circa da Lima, con tre corvette ad elica: Morona, Putumayo e Napo col tenente Eduardo Raygada, e i sottotenenti Ruperto Gutierrez e Darío Gutierrez, fermata dalle forti correnti tra la foce del Río Pachitea e quella del Río Tambo, 1000 chilometri prima della foce del Ucayali col Rio delle Amazzoni.
La Napo riuscì poi a risalire il Rio Urubamba fino an un punto 360 chilometri a nord di Cuzco.
Il resto del corso del Río Urubamba, come scoperto da un certo Bosquet nel 1806 e da Francis de Laporte de Castelnau, nel 1846, è interrotto da cascate, rapide e un numero imprecisato di ostacoli alla navigazione.
Torres, che esplorò l'Alto Ucayali per il governo peruviano, percorse i 334 kilometri dopo la foce del Río Pachitea fino alla confluenza tra il Tambo e l'Urubamba. Qua la sua larghezza varia da 400 a 1200 metri, per via del gran numero di isole. La corrente scorre a 8 kilometri l'ora e la possibilità di trovare un canale largo dai 20 ai 50 metri con una profondità minima di un metro. Ci sono cinque passaggi pericolosi per via dell'accumulo di alberi e radici. Talvolta enormi rocce cadono dalle montagne nel letto del fiume causando enormi vortici.